# Athanas marshallensis
Athanas marshallensis is een garnalensoort uit de familie van de Alpheidae. De wetenschappelijke naam van de soort is voor het eerst geldig gepubliceerd in 1955 door Chace.